# 스카일러 피스크

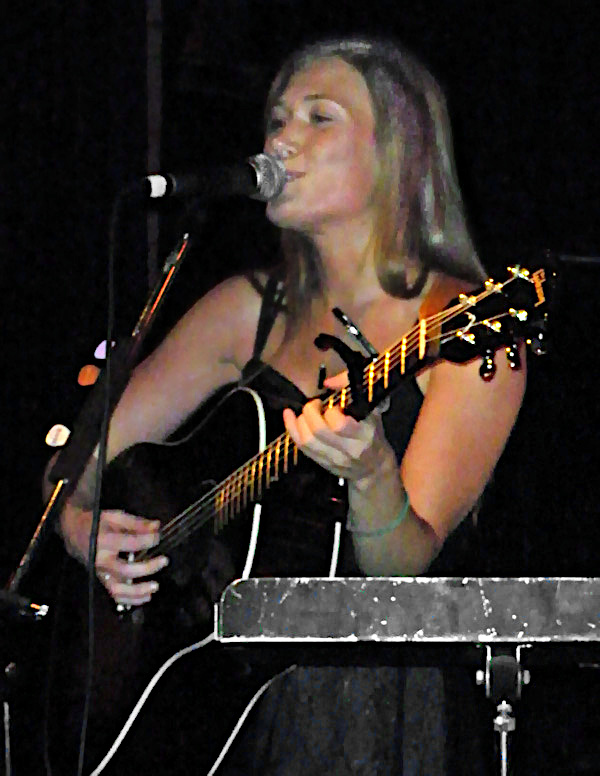

스카일러 피스크(영어: Schuyler Fisk, 1982년 7월 8일 ~ )는 미국의 싱어송라이터, 배우이다.
배우 시시 스페이섹의 딸로, 로스앤젤레스에서 태어났다.

## 출연 작품
- 베스트 오브 미 (2014년)
- 레스트리스 (2011년) - 엘리자베스 코튼 역
- 아임 리드 피쉬 (2006년) - 질 케베노프 역
- 아메리칸 건 (2005년)
- 오렌지 카운티 (2002년)
- 스켈리톤 (2001, Skeletons in the Closet)
- 스노우 데이 (2000년)
- 굿바이 마이 프랜드 2 (1996년)
- 베이비시터 클럽 (1995년)
- 마미 마켓 (1994년)
- 롱 워크 홈 (1990년)

### 텔레비전
- 원 트리 힐 (2005)
- 성범죄수사대: SVU (2006)
- 캐슬록 (2018)